# Мерчант, Вероника
Вероника Мерчант Нэнси (исп. Veronica Merchant Nancy) (28 ноября 1967 (или 1973), Мехико, Мексика) — мексиканская актриса театра и кино.

## Биография
Родилась 28 ноября 1967 года (по некоторым другим данным 1973 года) в Мехико. С детства мечтала стать актрисой, и поэтому она после окончания школы поступила в UNAM. В 1980-х годах дебютировала в мексиканском театре, а в 1991 году — в кинематографе и с тех пор снялась в 37 работах в кино и телесериалах и продолжает карьеру и поныне. Телесериалы Алондра, Узы любви и Разбитые сердца оказались наиболее популярными в карьере актрисы, ибо они были проданы во многие страны мира. Была дважды номинирована на премию TVyNovelas и дважды достойно побеждала в ней.

## Фильмография
1
Последнее дыхание (2017)
El último aliento ... Sophia; короткометражка
2
Km 31-2 (2016)
3
Пока не встретил тебя (сериал, 2016)
Hasta Que Te Conocí ... Esperanza Mcculley
4
Здесь на районе как в раю (сериал, 2015)
Así en el barrio como en el cielo ... Aurora Santos
5
Jirón de Niebla (2013)
... Mama daniel
6
Жить не со временем (сериал, 2013)
Vivir a destiempo ... Cristina de Delgado
7
Сироты (сериал, 2011)
Huérfanas ... Ana Julia Allende
8
Между любовью и желанием (сериал, 2010 – ...)
Entre el amor y el deseo ... Muriel Toledo De la Garza
9
Катарсис (2010)
Catarsis ... Actriz Joven; короткометражка
10
Навеки твоя (сериал, 2009)
Eternamente tuya ... Águeda Briseño de Castelán
11
Navidad, S.A. (2008)
... Martha
12
Spam (2008)
13
Заклятые враги (2008)
Enemigos íntimos
14
Sexo, amor y otras perversiones 2 (2006)
... Adela
15
Телохранитель (сериал, 2005)
Amor en custodia ... Victoria
16
Complot (2005)
... Ana; короткометражка
17
Громкая связь (2005)
Manos libres ... Ofelia
18
Свет женских глаз 2 (сериал, 2003 – 2004)
Mirada de mujer: El regreso
19
Несовместимые (сериал, 2002)
Agua y aceite ... Margarita
20
Разбитые сердца (2001)
Corazones rotos ... Eva
21
Любовь и вероломство (сериал, 2001)
Amores querer con alevosía
22
Дядя Альберто (сериал, 2000)
El tío Alberto ... Marcela
23
Свет на пути (сериал, 1998)
Una luz en el camino ... Marcela
24
Любовь всей моей жизни (сериал, 1998 – 2000)
El amor de mi vida ... Clarisa Villaseñor
25
Ciudad que se escapa (1998)
... Lola
26
Кроваво-красный (1996)
Profundo carmesí ... Rebeca Sanpedro
27
Узы любви (сериал, 1995)
Lazos de amor ... Virginia Altamirano
28
Алондра (сериал, 1995)
Alondra ... María Elisa Escobar
29
Desiertos mares (1995)
... Margarita
30
Tiempo cautivo (1994)
... короткометражка
31
Насмерть (1994)
Hasta morir ... Victoria
32
Una maestra con Angel (1994)
33
Начало и конец (1993)
Principio y fin ... Natalia
34
Дикое сердце (сериал, 1993)
Corazón salvaje ... Mariana Romero Vargas
35
Tu hora esta marcada (1991)
... короткометражка
36
Город слепых (1991)
Ciudad de ciegos ... Chica del departamento
37
Женщина, случаи из реальной жизни (сериал, 1985 – ...)
Mujer, casos de la vida real